# Nana Anima Wiafe-Akenten
Nana Anima Wiafe-Akenten é uma profissional de comunicação social ganense, e chefe do Departamento Akan-Nzema da Faculdade de Educação Linguística, no Campus Ajumako da Universidade de Educação de Winneba, no Gana. Foi a primeira pessoa a receber um doutoramento em língua ashanti.

## Vida pessoal
Anima nasceu em Atwima-Ofoase, na Região Ashanti,  proveniente de uma família de académicos. É casada com Charles B. Wiafe-Akenten, também professor no Departamento de Psicologia da Universidade do Gana. O seu primeiro filho, Michael Wiafe-Kwagyan, é leitor do departamento de Ciências Vegetais na mesma instituição. Tem três filhas - Nana Adwoa, Aai Asantewaa, e Ohenemaa Wiafewaa.

## Educação
Anima fez a educação secundária em St. Roses Secondary School, em Akwatia, na Região Leste do Gana, entre 1991 e 1993. Frequentou a Universidade do Gana para o seu primeiro grau, formando-se como bacharel em Linguística e Artes do Teatro (Theatre for Extension Communication) em 1995. Recebeu o diploma de doutoramento da Universidade do Gana em Julho de 2017 em Estudos da Linguagem Ganense (Akan Linguistics - Media Discourse). destacou-se ao escrever a própria dissertação em língua ashanti, sendo a primeira pessoa a fazê-lo. Segundo Anima, o principal desafio de escrever um artigo académico em ashanti foi traduzir correctamente citações e terminologia da escrita científica em inglês.

## Comunicação social
Trabalhou na estação de televisão GTV, entre 2003 e 2013. Também organizou o programa Amammerefie na estação de rádio local, Asempa FM entre 2008 e 2010. Além disso, trabalhou como chefe de notícias em língua acã na Top Radio e na Radio Universe, ambas baseadas em Acra.

## Trabalho social
Anima fundou a Language Watch Foundation para ajudar a conter o uso de linguagem vulgar nas ondas de rádio. Está em vias de estabelecer o Centro de Linguagem e Comunicação Social Nananom, para o treinamento em técnicas de escrita, escolha de palavras, e discurso público em língua ashanti, e o uso de provérbios e palavras tabu naquela língua.